# Gustave Den Duyts
Gustave-François Den Duyts (Gent, 22 oktober 1850 – Elsene, 13 februari 1897) was een Vlaamse kunstschilder, aquarellist, pastellist, etser en graficus, bekend voor zijn landschappen.

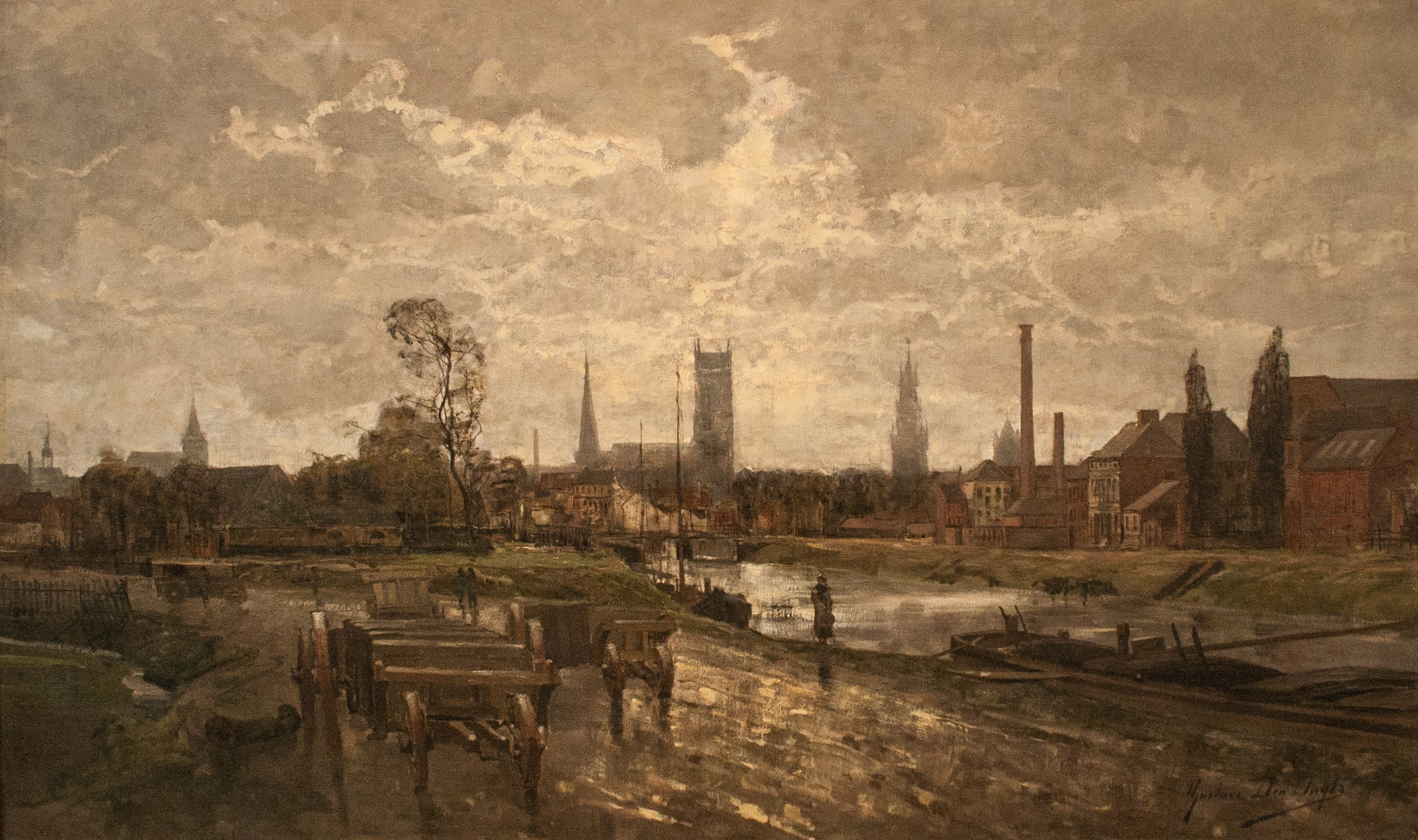
Panoramisch gezicht op Gent Gustave den Duyts, c.1881

## Levensloop
Hij werd geboren in een kunstminnende familie. Zijn vader was de tekenaar Charles Den Duyts. Zijn grootvader Frans Den Duyts werd in 1824 aangewezen als Bewaarder der Verzamelingen van de (pas opgerichte) Gentse Hogeschool en in 1832 als Bewaarder van het Kabinet van Gedenkpenningen en Oudheden van de Gentse Universiteit.
Gustave Den Duyts huwde in 1895. Op 5 april 1897 werd zijn dochter geboren.
Reeds van kleins af kwam Den Duyts’ tekenaarstalent tot uiting maar hij heeft nooit academie gelopen, en was dus een echte autodidact: thuis opteerde men voor een loopbaan in nijverheid of administratie, maar op 23-jarige leeftijd koos Den Duyts voor de schilderkunst.
In 1874 nam hij voor het eerst deel aan het Driejaarlijkse Salon van Gent. Hij had een atelier in de Drabstraat, de straat waar ook kunstschilder Ferdinand Willaert tot zijn dood heeft gewoond. Met kunstschilder Jean Delvin, directeur van de Gentse Academie voor Schone Kunsten, deelde hij het gebruik van het tuinhuis nr. 36, en bleef dit atelier behouden tot zijn overlijden in 1897.
Zijn grafisch werk werd snel opgemerkt. De etsen “Hoeve in Vlaanderen” en “Boerenstulp te Groenendael” bezorgden hem in 1875 een prijs in de wedstrijd uitgeschreven door het tijdschrift “Journal des Beaux-Arts”. Op de Vijfde Tentoonstelling van de Vereniging der Gentsche Kunstoefenaren, waar hij samen met Jean Delvin exposeerde, oogstte zijn schilderkunst daarentegen slechte kritiek wegens te modern: “onbepaalde vormen en (kleur)vlekken”, die de toeschouwers ertoe dwingen de ogen halfdicht te knijpen om de voorstelling te ontwaren…” Door deze vaagheid kan hij beschouwd worden als een voorloper van het Vlaams impressionisme.
Reeds vóór 1880 bekwaamde Gustave Den Duyts zich verder door de studie in het Kunstgenootschap en in de Cercle Artistique et Littéraire te Gent, waar hij nauwe contacten heeft met Jean Delvin en Armand Heins, en onder anderen ook Fernand Scribe leerde kennen. Ze zouden samen uitgroeien tot de voornaamste leden van het Gentse kunstleven in de jaren 1870.
Gustave Den Duyts had reeds vroeg succes in het buitenland en won een medaille op het Salon van Parijs in 1877.
In 1881 verwierf het Museum van Gent zijn “Panoramisch zicht der stad Gent”.
In 1883 deed Den Duyts een longontsteking op, die zou ontaarden in longtering; een slepende ziekte tot aan zijn dood in 1897. Omdat hij zich in zijn eigen stad onbegrepen begon te voelen, verliet hij in 1887 Gent om zich in Brussel te vestigen; zijn atelier in de Gentse Drabstraat bleef hem evenwel voorbehouden.
Regelmatig bleef hij meewerken aan de Driejaarlijkse Salons van Gent, zo in 1892 en 1895. In 1892 verwierf hij het ere-diploma van het Dresdner Kunstgenossenschaft n.a.v. de derde internationale tentoonstelling van aquarellen, etsen, pastels en tekeningen.

## Situering en oeuvre
Gustave Den Duyts was een veelzijdig kunstenaar: zowel technisch schilderen als etsen en gevarieerd tekenen kwamen bij hem aan bod.
Geboren in Gent, werd hij aangetrokken door Gentse, later door Brusselse stadsgezichten. We kunnen hem in dit genre terecht vergelijken met Ferdinand Willaert, Carolus Tremerie en Albert Baertsoen. Met deze laatste – van wie hij trouwens vriend en leraar was – heeft hij een weemoedig luminisme gemeen.
Liever dan de stad zelf, was hem de periferie. Vaak was hij te vinden in het zuidwestelijke deel van Gent dat naar Drongen en Afsnee leidde : de Assels. Daar werkten nog schilders zoals Rodolphe Wytsman, Julius Van de Walle en Armand Heins. Veel van deze werken zijn te situeren tussen 1877 en 1880. De einder in die werken is meestal bekroond met een kerktoren, een paar huizen, soms een molen.
Het grootste deel van zijn oeuvre zijn landschappen. De velden, de bossen, de bomen, de rivieren, de oevers ervan, de vijvers, de boswegen... ...vaak met een ondergaande zon of een opkomende maan. Typisch is dat de werken vaak te situeren zijn in de herfst of in de winter.
Den Duyts schildert onmiddellijk raak, herneemt zich niet of zelden. De bomen in zijn landschappen zijn meestal kaal, staan skeletachtig en gestileerd in hun omgeving. De werkwijze waarop hij die bomen schildert, verraden dat hij een uiterst vaardige etser is. Zijn schilderijen zijn vlekkerig, kleur naast kleur, nooit strak gedetailleerd; als er menselijke of dierlijke figuren op voorkomen, dan zijn ze niet afgelijnd, lossen als het ware op.
Zijn inspiratiebron was vooral dus het Gentse, met daarnaast het Brabantse platteland, een enkele maal de stad Luik en de kust. Naar de kust –meestal Oostende– ging hij om gezondheidsredenen. Zijn "Panoramisch zicht van de stad Gent", aangekocht in 1881 door het Museum voor Schone Kunsten van Gent, had een grote invloed op kunstenaars zoals Albert Baertsoen en Georges Buysse.
Een genre dat hij pas begint in 1889 is het portret. Een ander thema dat hij met veel technische vaardigheid benaderde, zijn de bloemen met accessoires. Deze werken maakte hij in zijn atelier, als hij weerhouden door zijn ziekte, niet buiten kon.

## Etsen
Als graficus publiceerde hij een album met twaalf etsen “Douze eaux-fortes de Gustave Den Duyts” (jaartal en uitg. ongekend). De schriftuur van deze landschapsetsen is enorm gedurfd.

## Stoeten en andere projecten
Een ander aspect van de creativiteit van Gustave Den Duyts was zijn bedrijvigheid als ontwerper van praalwagens voor historische stoeten, opdrachten uitgaande van de openbare besturen. In die tijd -voor de film en de audiovisuele media- nog een belangrijk sociaal gebeuren in elke stad. Dergelijke opdrachten startte hij met oudheidkundige navorsingen in verband met de exactheid van kostumering, volksgebruiken en decors. De volledige organisatie van het hem toegewezen onderdeel, tot en met het begeleiden van de stoet in de straten, verzorgde hij tot in de details. Dikwijls deed hij, om tot een harmonisch geheel te komen, een beroep op collega’s-kunstenaars zoals de Parijs-Brusselse scenograaf Albert Dubosq (1863-1940), Armand Heins en Jules Evarist Van Biesbroeck.
De eerste – en zoals later zal blijken ook zijn mooiste – praalwagens zijn die geweest voor de 300e verjaring van de Pacificatie van Gent in 1876. Alle andere opdrachten gingen van het bestuur van Brussel uit. Zo is er de historische stoet voor het 50-jarig bestaan van België (1880), waarin hij de wagens bedenkt voor de “Vlaamse Gemeenten” en de “Luikse wapennijverheid”.
In 1885 concipieerde hij met Victor Lagye en Joseph Gérard de Cortège historique des moyens de transport naar aanleiding van het halfeeuwfeest van de Belgische Spoorwegen. Hij werd hiervoor datzelfde jaar tot ridder in de Leopoldsorde geslagen; in 1892 werd hij officier. In 1890 bedacht hij de Cortège historique du XVIe siècle ter gelegenheid van de 60-jarige onafhankelijkheid van België en de inhuldiging van de standbeelden op het Egmontplantsoen aan de Kleine Zavel. Hij verleende voorts zijn medewerking aan een steekspel op de Grote Markt (1891), een landbouwstoet (Cortège de l'agriculture, 1893), een bloemenstoet (Cortège des fleurs, 1894), een stoet der edelstenen (Cort!ge des pierres précieses, 1894) en ten slotte een klokkenstoet (1897), die hij door zijn overlijden niet zal uitgevoerd zien.
Hij decoreerde ook enkele interieurs: in het huis “Papillon” in de Veldstraat te Gent en voor het huis Vanhorebeke in Ledeberg.
In 1894 was hij lid van de toelatingscommissie voor de kunsttentoonstelling op de Wereldtentoonstelling van 1894 in Antwerpen. Hij zetelde in die commissie samen met onder anderen Ernest Slingeneyer, Albrecht Devriendt, Gustave Biot, Fernand Khnopff, Karel Ooms, François Lamorinière.
Zijn werken worden nog regelmatig aangeboden op veilingen en behalen er soms behoorlijke prijzen. In april 2004 werd een aquarel op papier "Geanimeerd winterlandschap" geveild op €3400 in de Hôtel des Ventes Horta, Brussel.

## Retrospectieves
Er zijn weinig retrospectieven van zijn oeuvre geweest: in 1908 werden in de Galerie l’Estampe te Brussel uitsluitend etsen samengebracht; in 1943 organiseerde de Galerie Parthenon in de Keizer Karelstraat te Gent een retrospectieve en in 1950 was er een herdenkingstentoonstelling in de Galerij Vyncke-Van Eyck in de Nederkouter eveneens te Gent.

## Leerlingen
Albert Baertsoen was een leerling van Den Duyts.

## Musea
- Antwerpen
- Brussel
- Elsene/Brussel
- Gent
- Luik, MAMAC
- Bergen (Mons), MBA
- Parijs, MNAM
- Roeselare, Sted. Museum Alfons Blomme
- Sint Niklaas